# Giovanni Orfei
Giovanni Orfei (Tivoli, 31 gennaio 1976) è un allenatore di calcio ed ex calciatore italiano, di ruolo difensore.

## Carriera

### Giocatore
Cresciuto nelle giovanili della Lodigiani, fa il suo debutto nel professionismo nel 1993 in Serie C1 con la maglia biancorossa. Nella stagione successiva viene acquistato dalla Lazio, facendo la spola tra prima squadra e Primavera, con la quale vince anche il campionato di categoria nella stagione 1994-95. Nel 1995 si trasferisce alla Reggiana, con la quale conquista la promozione in Serie A, debuttando nella massima serie l'annata successiva. Con la modalità del prestito veste le maglie di Ascoli e Palermo per poi fare ritorno in Emilia.
Dopo una stagione trascorsa tra le file del Catania, nel 2001 passa al Modena, squadra con la quale ottiene la promozione in A.
Nel 2002 passa al Venezia, successivamente vestirà le maglie di Salernitana, Torino e Verona. Dopo alcuni mesi di inattività, nel 2009 passa alla Sambonifacese, formazione di Lega Pro Seconda Divisione.
Nella sua carriera ha ottenuto tre promozioni: Reggiana (1996), Modena (2002) e Torino (2006).
Nel luglio del 2012 abbandona l'attività di calciatore.

### Allenatore
Nel 2012 inizia l'attività di allenatore come secondo di Davide Pellegrini sulla panchina degli Allievi Regionali dell'Hellas Verona. Nel gennaio 2013, a seguito di una revisione dell'organigramma, viene nominato allenatore degli Allievi Regionali stessi. La stagione successiva allena gli esordienti del Chievo.
Nella stagione 2016-2017 ha la sua prima esperienza di tecnico di prima squadra con la Provese nel campionato di Promozione Veneto, ottenendo la promozione in Eccellenza. Nella stagione successiva è esonerato il 18 dicembre 2017 con la squadra ad un punto dalla zona playout. Il 14 marzo 2019 è ingaggiato come allenatore del Mozzecane nel campionato di Promozione Veneto; la stagione successiva è esonerato dopo aver ottenuto 10 punti in 9 giornate. Nella stagione 2021-2022 è alla guida della formazione veronese del Pescatina Settimo militante nel campionato di Eccellenza. Confermato per la stagione successiva, viene esonerato il 22 gennaio 2023, salvo essere richiamato 3 giorni più tardi. Al termine della stagione la squadra retrocede dopo i play-out in Promozione e non viene confermato.

## Palmarès

### Giocatore

#### Competizioni giovanili
- Campionato Primavera: 1

Lazio: 1994-1995